# Přimda (Český les)
Přimda (848 m n. m.) patří mezi nejvyšší hory Přimdského lesa, prostředního podcelku pohoří Český les. Mezi horami Českého lesa je druhou nejizolovanější, třetí nejprominentnější a devatenáctou nejvyšší.
Tyčí se 1 km severozápadně nad městem Přimda v okrese Tachov. Pod jeho severními a západními svahy vede dálnice D5 směrem k nedalekému přechodu Rozvadov, ze které je tato výrazná hora, korunovaná zříceninou stejnojmenného hradu, dobře vidět.

## Přístup
Kolem celého kopce vede Naučná stezka Přimda, dlouhá 8,5 km. Z náměstí Republiky v Přimdě měří cesta ke zřícenině hradu 1,3 km s převýšením necelých 150 metrů. Samotný vrchol je od hradu vzdálený dalších 300 metrů po skalnatém hřebeni. Druhou možností je výstup od naučné stezky po sjezdovce (která končí asi 100 metrů od vrcholu) a dál prudkým zalesněným svahem až na vrchol.

## Hrad Přimda
Na jižním cípu protáhlého vrcholu stojí zřícenina románského hradu Přimda, postaveného už v roce 1121 za vlády Vladislava I. Jde o nejstarší známý kamenný hrad na území Česka. Nejstarší písemný doklad o existenci hradu se nachází v Kosmově kronice, která se zmiňuje o tom, že postavili nějací Němci uvnitř hranic českých ve hvozdu, k němuž se jde přes ves Bělou, hrad na strmé skále. Pravděpodobně nedlouho po dokončení stavby byla Přimda dobyta Vladislavem I., protože její výstavbu za hranicemi pohraničního hvozdu považoval za porušení svých svrchovaných práv. Hrad je přístupný veřejnosti.

## Lyžařský areál
Na východním svahu Přimdy se rozkládá ski areál Přimda se dvěma sjezdovkami - slalomový svah (červená, 500 metrů dlouhá) a cvičná louka (modrá, 330 metrů dlouhá). V areálu je i občerstvení a lyžařský servis.

## Ochrana přírody

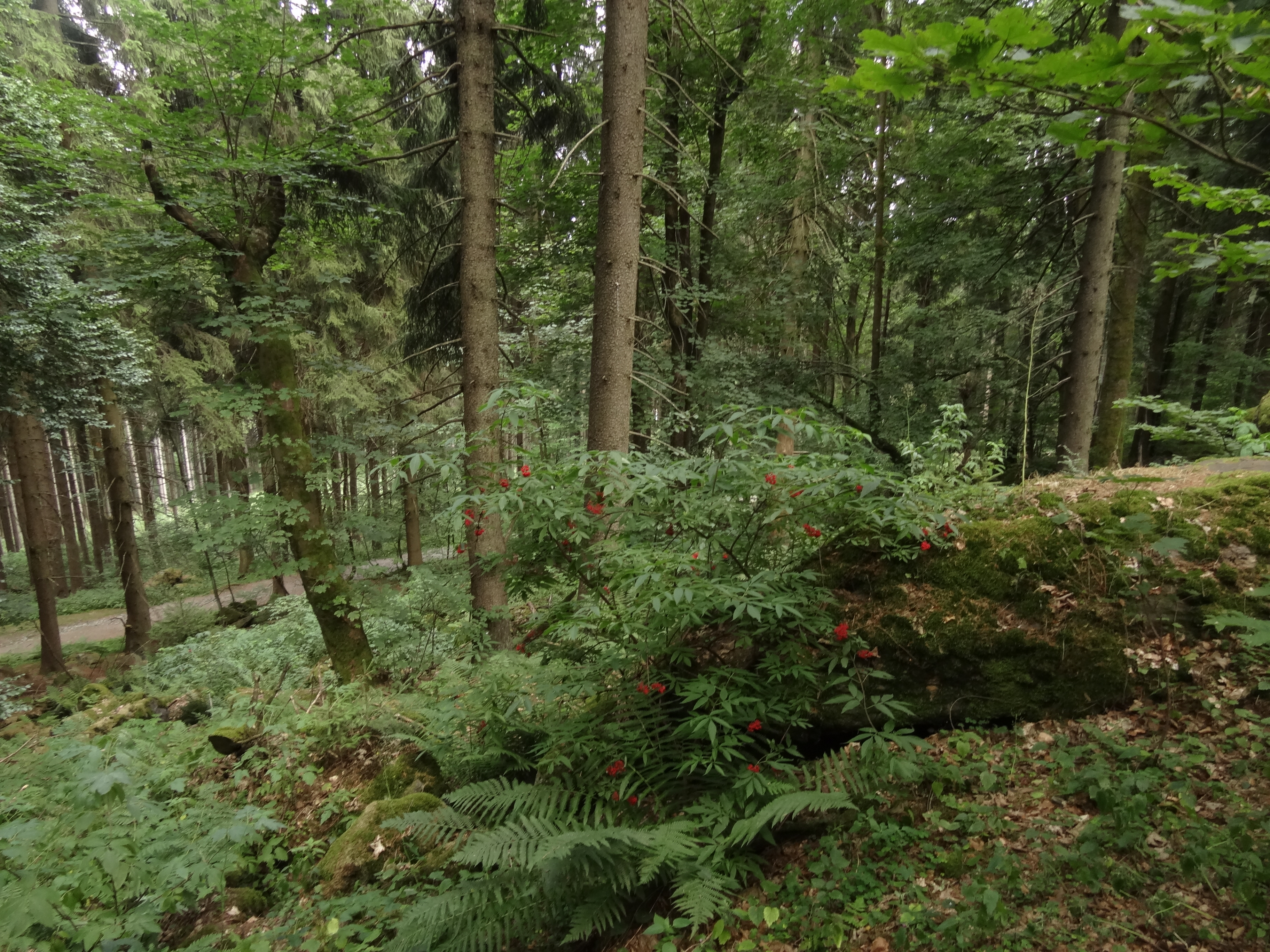
Pralesovitý porost pod vrcholem

Ve vrcholových partiích se na ploše 33 ha rozkládá přírodní rezervace Přimda. Důvodem ochrany je uchování biocenóz zbytku starého smíšeného porostu s převahou buku, blížícího se svým složením původním podhorským lesům v oblasti.